# جان كايرول
جان كايرول (بالفرنسية: Jean Cayrol)‏ (جان رفائيل ماري نويل كايرول)، ولد في 6 يونيو 1911 ببوردو، وتوفى بنفس المنطقة في 10 فبراير 2005. وهو شاعر وروائي وكاتب مقالة فرنسي.

## روابط خارجية
- جان كايرول على موقع IMDb (الإنجليزية)
- جان كايرول على موقع الموسوعة البريطانية (الإنجليزية)
- جان كايرول على موقع مونزينجر (الألمانية)
- جان كايرول على موقع ألو سيني (الفرنسية)
- جان كايرول على موقع ميوزك برينز (الإنجليزية)
- جان كايرول على موقع أول موفي (الإنجليزية)
- جان كايرول على موقع قاعدة بيانات الأفلام السويدية (السويدية)
- جان كايرول على موقع قاعدة بيانات الفيلم (الإنجليزية)
- جان كايرول على موقع كينوبويسك (الروسية)